# Otto Steinitz

Otto Steinitz (Bildmitte, mit hellem Mantel und Hut) auf dem von ihm konstruierten Dringos

Otto Theodor Steinitz (* 14. Juni 1886 in Beuthen; † 4. Februar 1964 in New York) war ein deutscher Ingenieur, Erfinder und Patentanwalt.

## Leben
Otto Steinitz stammte aus einer alten und weitverzweigten jüdischen Familie Schlesiens. Der spätere Arzt und Kunstsammler Ernst Steinitz war sein Bruder. Von 1906 bis 1911 studierte er Maschinenbau an der Technischen Universität Berlin. Im Anschluss an das Studium war er im Flugzeugbau tätig und erlangte 1916 den akademischen Grad eines Doktoringenieurs an der Technischen Hochschule Breslau durch Promotion mit einer Arbeit zu Flugzeugmotoren.
1919 konstruierte Steinitz einen Eisenbahntriebwagen, der mittels zweier durch Flugzeugmotoren angetriebener Luftschrauben bewegt wurde. Obgleich der Dringos-Triebwagen bei Testfahrten im Mai 1919 seine Funktionsfähigkeit unter Beweis stellte, fand das Konzept kein Interesse.
In der Folgezeit befasste sich Steinitz neben seiner Tätigkeit als Patentanwalt auch weiterhin mit Fragen der Verkehrstechnik; so rief er 1920 den Verein Fortschrittliche Verkehrstechnik ins Leben, der sich unter anderem mit Fragen der Raketentechnik und Raumfahrt beschäftigte, erlangte mehrere Patente für seine Erfindungen im Bereich der Fahrzeugtechnik, gründete 1924 in Berlin das Unternehmen Dringos für die Fertigung von Leichtmotorrädern und verfasste Bücher zum Kraftfahrzeugwesen. Im Zusammenhang mit seinem Interesse an Raketentechnik war Steinitz als Konstruktionsingenieur für Hermann Oberth tätig, der sich nach der Machtergreifung durch die Nationalsozialisten von Steinitz distanzierte und angab, über dessen jüdische Herkunft nicht im Bilde gewesen zu sein.
Ab 1933 wurden Steinitz’ Möglichkeiten für berufliche und ehrenamtliche Aktivitäten aufgrund der zunehmend repressiven Maßnahmen gegen Juden in Deutschland immer stärker eingeschränkt. Zwar konnte er seinem Beruf als Patentanwalt noch nachgehen, doch Publikationen waren ihm nur noch aufgrund einer Sondergenehmigung der Reichsschrifttumskammer möglich, die nach 1937 aufgehoben wurde. 1939 gelang Steinitz mit Ehefrau und Kindern die Emigration in die USA, wo er bis zu seinem Tode 1964 lebte.

## Familie
Otto Steinitz heiratete während des Studiums Grethe Blank (* 10. Dezember 1885; † 15. November 1970). Mit ihr hatte er zwei Kinder, Kurt (1908–1995) und Susanne (1922–2016), die in den USA als Susi Ettinger als Künstlerin Bekanntheit erlangte. Die Dada-Künstlerin Käte Steinitz war seine Schwägerin.

## Werke (Auswahl)
- Der Motorrad-Mechaniker. Band 1: Betriebsbedingungen und der Bau der Motorräder; Remeg m. b. H., 1925
- Der Motorrad-Mechaniker. Band 2: Die Motorräder und ihre Behandlung; Remeg m. b. H., 1927
- Klein-Autos; Verlag Fortschrittliche Verkehrstechnik, 1926
- Neue Fortschritte in Fahrrad-Technik und -Verkehr; Verlag Fortschrittliche Verkehrstechnik, 1927
- Der Radio-Monteur: Gemeinverständliche Einführung; Verlag A. Glücksmann Nachf., 1924